# Derendingen
Derendingen est une commune suisse du canton de Soleure, située dans le district de Wasseramt.

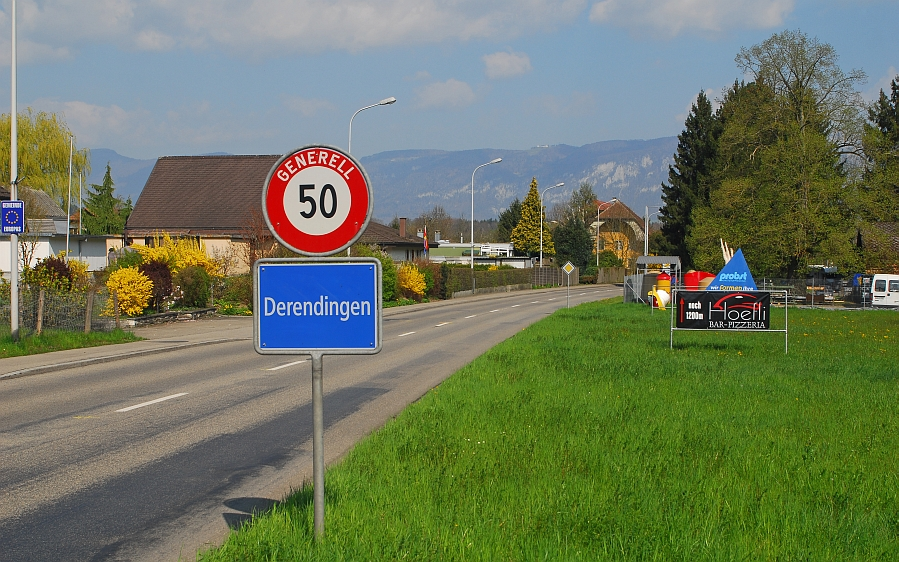
entrance to the village of Derendingen

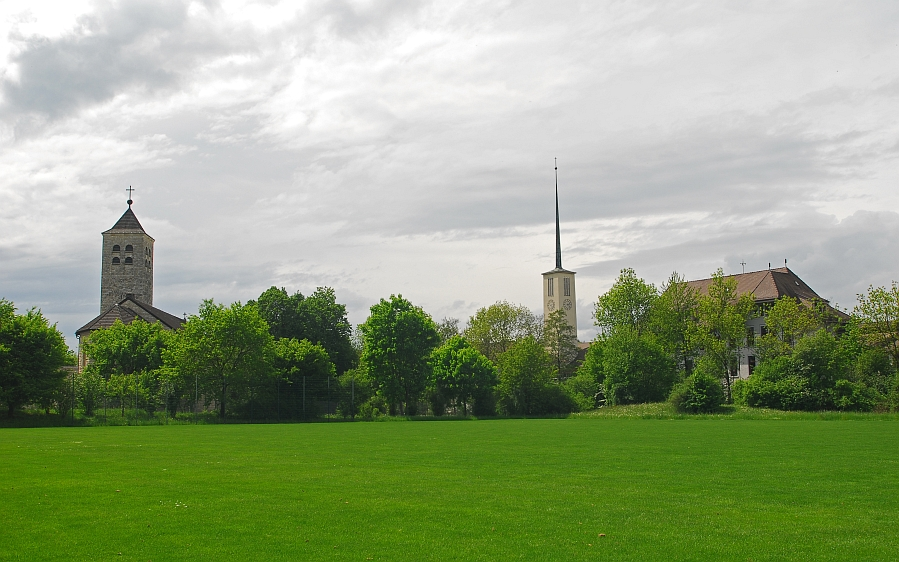
Roman Catholic and Evangelical Reformed Churches of Derendingen

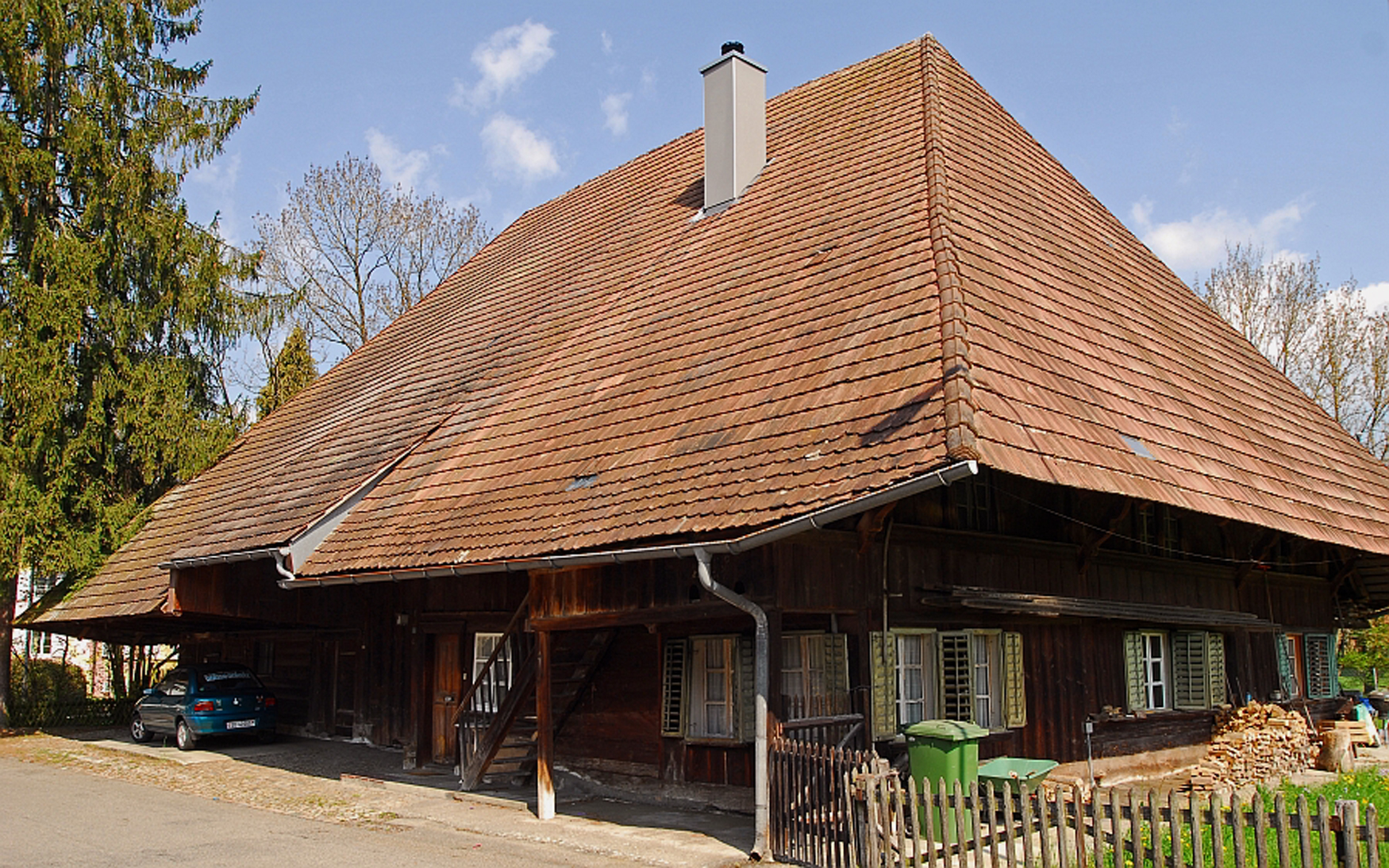
Derendingen SO - altes Hochstud- oder Alemannenhaus, genannt "Aebi Haus" oder "Aebi Hütte"

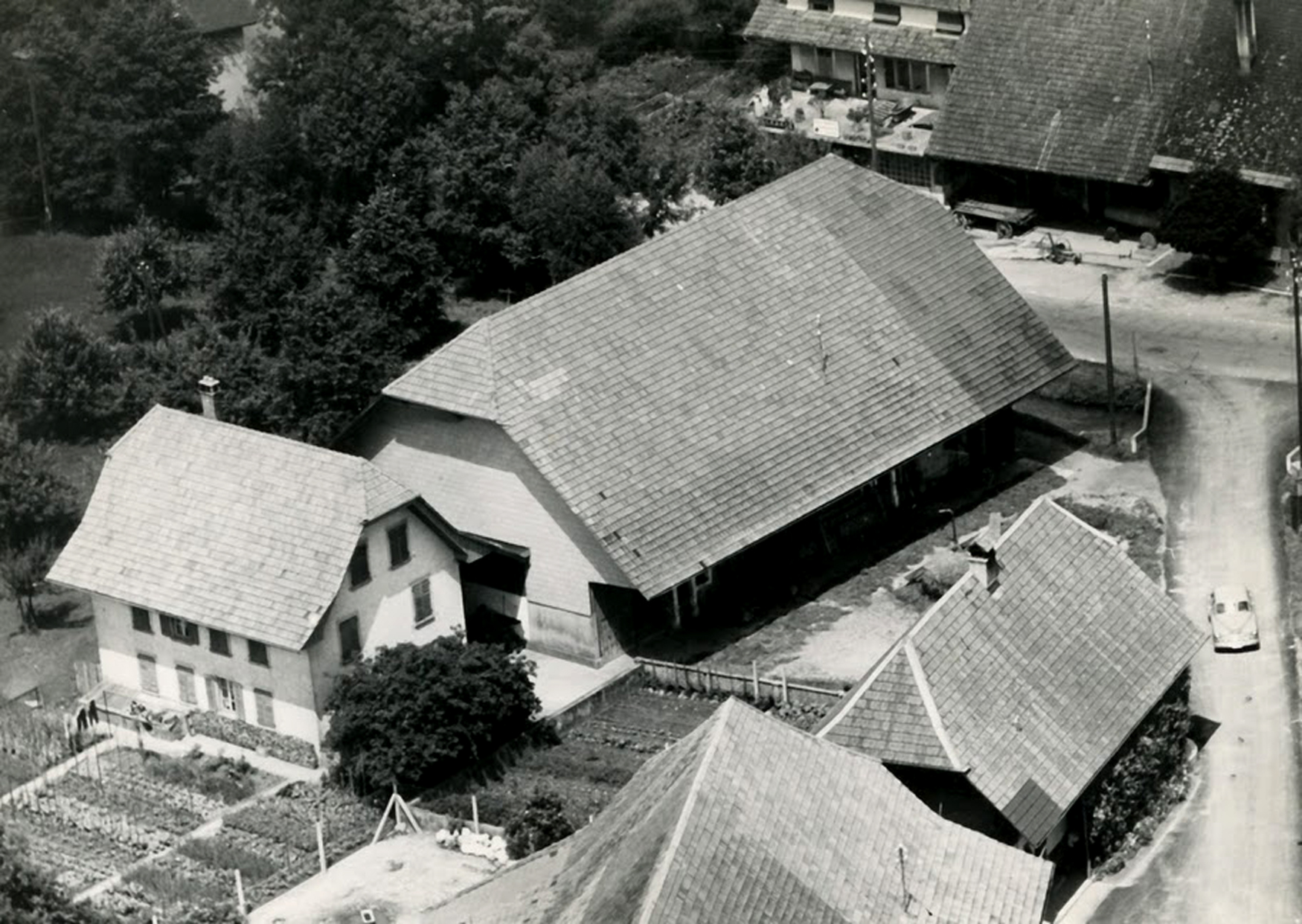
Derendingen SO, Kreuzung Biberiststrasse 2 und Hauptstrasse, Luftaufnahme von 1965

Vue aérienne (1970)

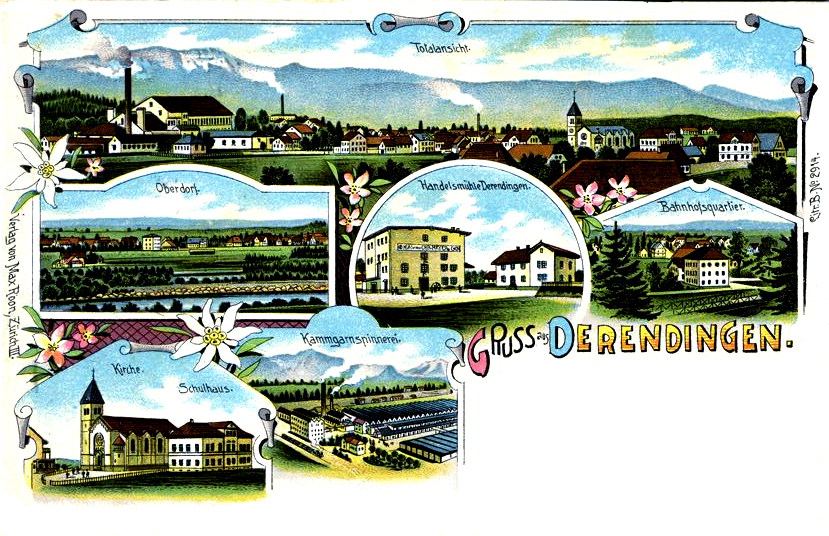
old postcard of Derendingen dated about 1920